# Ehemaliger Luftschutzbunker (Ohler)

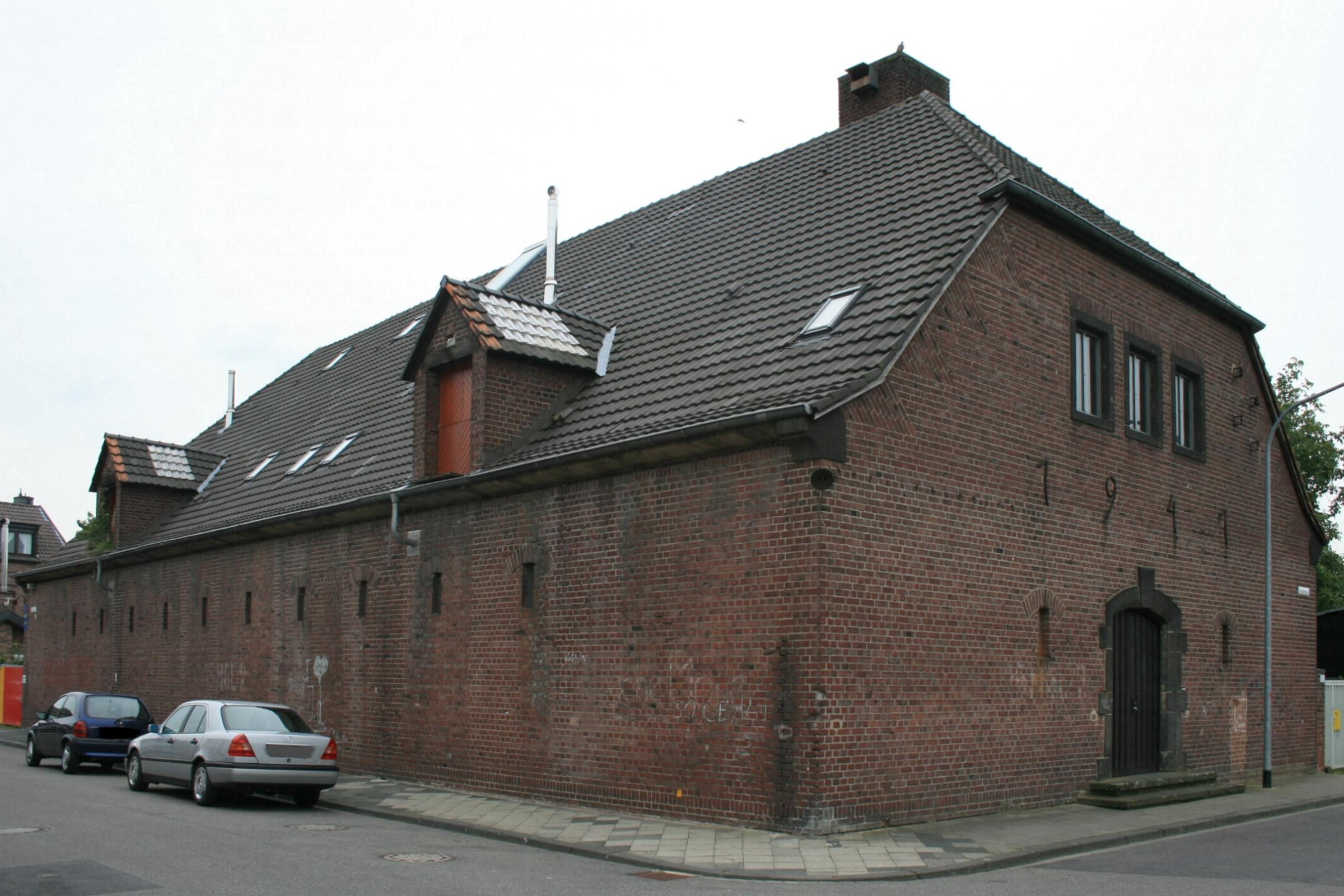
Luftschutzbunker (2010)

Der ehemalige Luftschutzbunker Ohler befindet sich im Stadtteil Ohler von Mönchengladbach (Nordrhein-Westfalen), Ohlerhof 25 / Kapellenweg 11.
Das Gebäude wurde Anfang des 20. Jahrhunderts erbaut. Es wurde unter Nr. O 009 am 21. November 2005 in die Denkmalliste der Stadt Mönchengladbach eingetragen.

## Architektur
Das Gebäude ist ein Standardbunker, der als Tarnung in einer vermeintlich traditionellen Bauweise errichtet wurde. Er wurde in den Jahren 1940 und 1941 erbaut. Es handelt sich um eine zweigeschossige Doppelhaushälfte unter einem Krüppelwalmdach.